# Селеменева
Селеменева — деревня в Болховском районе Орловской области. Входит в состав Сурьянинского сельского поселения. Население — 4 чел. (2010).

## География
Деревня находится в северной части Орловской области, в лесостепной зоне, в пределах центральной части Среднерусской возвышенности. Расположена на берегу реки Нугрь.
Уличная сеть представлена одним объектом: Яблочная улица.
Географическое положение: в 2 километрах от административного центра поселения — деревни Сурьянино, в 11 километрах от административного центра района — города Болхов, в 48 километрах от областного центра — города Орёл и в 288 километрах от столицы — Москвы.
Часовой пояс
Деревня Селеменева, как и вся Орловская область, находится в часовой зоне МСК (московское время). Смещение применяемого времени относительно UTC составляет +3:00.
Климат
Климат близок к умеренно-холодному, количество осадков является значительным, с осадками даже в засушливый месяц. Среднегодовая норма осадков — 627 мм. Среднегодовая температура воздуха в Болховском районе — 5,1 °C.

## Население
Проживают (на 2017—2018 гг.) 6 жителей в четырёх дворах, 2 чел. — от 30 до 50 лет, 1 чел. — от 50 до 60 лет и 3 чел. — старше 60 лет.
| 2010 |
| ---- |
| 4    |

Гендерный состав
По данным Всероссийской переписи населения 2010 года в гендерной структуре населения мужчины составляют 50% (2 чел.), а женщины — 50% (2 чел.).

## Инфраструктура
Было развито сельское хозяйство.

## Транспорт
Около деревни на восток уходит подъездная автодорога 54К-3 к федеральной автотрассе Р92.